# Capilla de la Piedad (Sevilla)

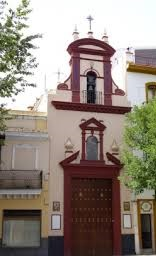
Capilla de la Piedad

La capilla de la Piedad es un edificio de culto católico que se encuentra en la calle Adriano nº 13 del barrio del Arenal, en la localidad de Sevilla, Andalucía, España. Es la sede de la Hermandad del Baratillo.

## Historia
El templo fue auspiciado por una cofradía de gloria, fundada en 1694 en torno a una cruz de hierro que servía señalización de la fosa común o carnero de la Peste de 1649. La capilla fue realizada por Manuel Pérez, terminándola Bernardo de Bustamante en 1696. Según la tradición, encima de la cúpula se colocó la cruz de hierro origen de la hermandad.
En 1722 el Ayuntamiento le cedió unos terrenos para su ampliación. La ampliación de la capilla tuvo lugar en 1734-1750, siendo maestro de obras Marcos Sancho. Tuvo que ser reformada tras el terremoto de Lisboa de 1755.
La portada de la capilla tenía un arco de medio punto. En el 1900 se modificó la portada, que pasó a ser rectangular. En 1963 la portada fue agrandada para sacar los pasos con más facilidad.

## Descripción
El retablo mayor fue realizado por Antonio González de Guzmán en 1728 y fue dorado por Vicente Álvarez entre 1760 y 1762, y estaba presidido originalmente por un cuadro del Descendimiento. En él se encuentra en la actualidad la Virgen de la Piedad (Fernández-Andes, 1945) sosteniendo al Cristo de la Misericordia (Ortega Bru, 1951).
En el templo también se encuentran la Virgen de la Caridad en su Soledad (Fernández-Andes, 1931), el Cristo de la Sangre (anónimo, siglo XVI) y San José (anónimo, siglo XVIII).
El Cristo de la Sangre es un crucificado de estilo gótico realizado en el siglo XVI. No es titular de la Hermandad del Baratillo, aunque sí recibe culto. Fue titular de una cofradía fundada en 1731 y se encontraba en un tabernáculo de la antigua calle del Pescado.
En el templo hay un cuadro del siglo XVII que representa a Jesús sostenido por la Virgen.